# Afroligusticum elgonense
Afroligusticum elgonense är en växtart i släktet Afroligusticum och familjen flockblommiga växter. Den beskrevs av Hermann Wolff som Peucedanum elgonense och fick sitt nu gällande namn av Pieter J. D. Winter 2008.
Arten är en två- eller flerårig ört som förekommer i bergsområden i östra tropiska Afrika.